# Sapromyza columbi
Sapromyza columbi is een vliegensoort uit de familie van de Lauxaniidae. De wetenschappelijke naam van de soort is voor het eerst geldig gepubliceerd in 1936 door Frey.